# Base Mirni

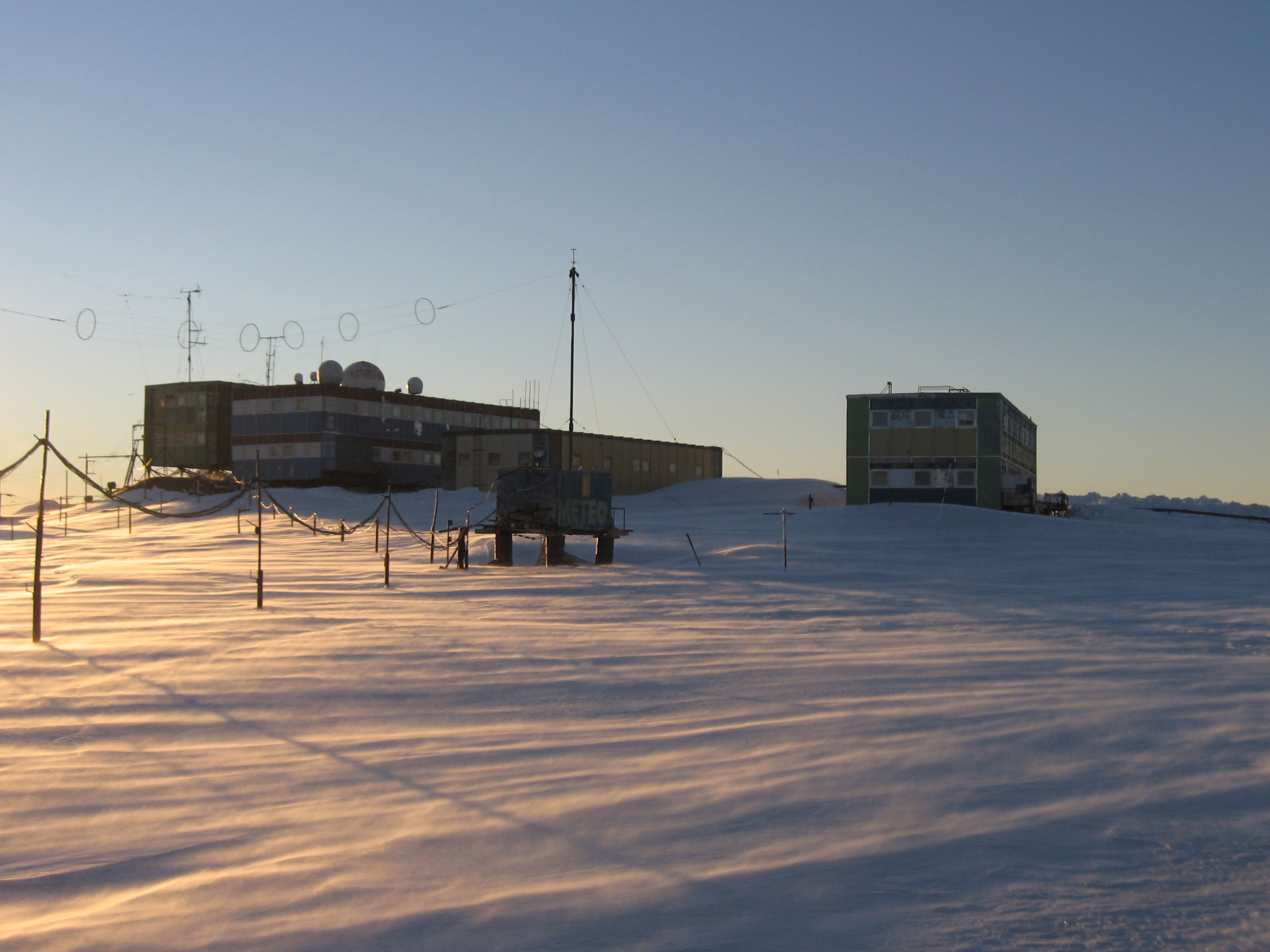
La base Mirni en 2007.

Mirni (del ruso: Мирный, que significa Pacífica) es una estación científica de Rusia (hasta 1991 de la Unión Soviética) en la Antártida, localizada en la costa antártica del mar de Davis en la Tierra de la Reina Mary en el Territorio Antártico Australiano. Lleva el nombre de la corbeta Mirni, una de las dos embarcaciones de la expedición de Fabian Gottlieb von Bellingshausen.
La estación fue abierta el 13 de febrero de 1956 (69 años) por la 1.ª Expedición Antártica Soviética, y fue el punto de gestión de todas las estaciones antárticas rusas existentes. Fue usada como campo base principal de la Base Vostok localizada a 1400 km de la costa en el polo sur de inaccesibilidad. En el verano, alberga a más de 169 personas en 30 edificios, mientras que en invierno aproximadamente 60 científicos y técnicos.
La temperatura media en la estación es de –11 °C, y más de 200 días al año la velocidad del viento es mayor a 15 m/s, con ciclones ocasionales.
Sus principales campos de investigación son la glaciología, sismología, meteorología, observación polar de luces, radiación cósmica y biología marina.
La estación más cercana es la base Davis, australiana, a una distancia de 678 km.
|                        |
| Estampilla de la base. |

|                                               |
| Termograma 1956-2014, en casilla, en la base. |

|                            |
| La Base, en enero de 1982. |

| Parámetros climáticos promedio de Base Mirni    | Parámetros climáticos promedio de Base Mirni | Parámetros climáticos promedio de Base Mirni | Parámetros climáticos promedio de Base Mirni | Parámetros climáticos promedio de Base Mirni | Parámetros climáticos promedio de Base Mirni | Parámetros climáticos promedio de Base Mirni | Parámetros climáticos promedio de Base Mirni | Parámetros climáticos promedio de Base Mirni | Parámetros climáticos promedio de Base Mirni | Parámetros climáticos promedio de Base Mirni | Parámetros climáticos promedio de Base Mirni | Parámetros climáticos promedio de Base Mirni | Parámetros climáticos promedio de Base Mirni |
| Mes                                             | Ene.                                         | Feb.                                         | Mar.                                         | Abr.                                         | May.                                         | Jun.                                         | Jul.                                         | Ago.                                         | Sep.                                         | Oct.                                         | Nov.                                         | Dic.                                         | Anual                                        |
| ----------------------------------------------- | -------------------------------------------- | -------------------------------------------- | -------------------------------------------- | -------------------------------------------- | -------------------------------------------- | -------------------------------------------- | -------------------------------------------- | -------------------------------------------- | -------------------------------------------- | -------------------------------------------- | -------------------------------------------- | -------------------------------------------- | -------------------------------------------- |
| Temp. máx. media (°C)                           | 1.1                                          | -1.8                                         | -6.9                                         | -10.8                                        | -12.3                                        | -12.2                                        | -13.3                                        | -13.8                                        | -13.2                                        | -9.8                                         | -3.7                                         | 0.4                                          | -8                                           |
| Temp. media (°C)                                | -1.8                                         | -5.3                                         | -10.2                                        | -13.9                                        | -15.5                                        | -15.4                                        | -16.6                                        | -17.0                                        | -16.4                                        | -13.4                                        | -7.2                                         | -2.6                                         | -11.3                                        |
| Temp. mín. media (°C)                           | -4.6                                         | -8.4                                         | -13.0                                        | -16.7                                        | -18.5                                        | -18.3                                        | −19.6                                        | -20.2                                        | -19.3                                        | -16.6                                        | -10.3                                        | -5.5                                         | -14.3                                        |
| Precipitación total (mm)                        | 14.8                                         | 17.1                                         | 31.2                                         | 43.5                                         | 57.3                                         | 70.3                                         | 71.7                                         | 62.1                                         | 57.9                                         | 43.5                                         | 34.0                                         | 23.7                                         | 527.1                                        |
| Horas de sol                                    | 278.7                                        | 214.4                                        | 153.2                                        | 95.4                                         | 32.3                                         | 1.7                                          | 11.1                                         | 66.9                                         | 125.8                                        | 234.6                                        | 290.7                                        | 354.2                                        | 1859                                         |
| Humedad relativa (%)                            | 72.5                                         | 70.5                                         | 71.6                                         | 73.9                                         | 74.7                                         | 76.0                                         | 75.1                                         | 74.2                                         | 72.8                                         | 70.1                                         | 70.4                                         | 72.4                                         | 72.9                                         |
| Fuente: Arctic and Antarctic Research Institute |                                              |                                              |                                              |                                              |                                              |                                              |                                              |                                              |                                              |                                              |                                              |                                              |                                              |